# Robot Carnival
Robot Carnival (ロボット・カーニバル lit. El carnaval de los robots?) es un OVA compuesto por varios cortos y lanzado en 1987 por A.P.P.P.
Consta de nueve cortos de diferentes directores, muchos de los cuales habían empezado como animadores y tenían poca o ninguna experiencia en la dirección. Cada cual tiene un estilo de animación distintivo y las historias varían entre la comedia y el drama. La música de todos los segmentos estuvo compuesta por Joe Hisaishi. Este OVA ha conseguido ser considerado una película de culto.[cita requerida]
En España fue estrenada en los cines en 1992 y licenciada en VHS por Manga Films, en 1993 fue emitida en Canal+ bajo el título Carnaval de animación'. Asimismo fue emitida parcialmente por Televisión Española en 1998 dentro del documental La noche de los manga. En América del Norte fue distribuida en salas de cine por Streamline Pictures con el orden de los cortos ligeramente cambiado.

## Segmentos

### Apertura
Opening (オープニング Apertura?) 
Tiene lugar en un desierto. Un chico ha encontrado un pequeño cartel con la palabra "Próximamente" que anuncia  la llegada del Carnaval de los Robots. Parece asustado y agitado. Advierte a las personas de su pueblo con el deseo de emprender la huida cuando de repente una máquina enorme acompañada de una multitud de robots empieza a abrirse paso hacia la aldea. Antaño una magnífica caravana ambulante, hoy no es más que un ente destructivo, deteriorado y oxidado tras varias décadas vagando por el desierto.
Personal
- Escenario / Director / Guion gráfico: Katsuhiro Otomo
- Diseño de personaje / Animación clave: Atsuko Fukushima
- Fondos: Nizō Yamamoto
- Efectos de sonido: Kazutoshi Sato

### Franken's Gear
Franken's Gear (フランケンの歯車 La máquina de Franken?) 
Un científico loco intenta dar vida a su robot con un relámpago, al más puro estilo de Frankenstein. Cuándo logra darle vida, el robot copia todo lo que el científico hace. Lleno de alegría, el científico empieza a bailar hasta que tropieza y cae. Tratando de imitarle, el robot también se pone a bailar, tropieza y cae sobre el científico, matándolo.
Personal
- Director / Escenario / Diseño de personaje: Koji Morimoto.
- Fondos: Yūji Ikehata
- Efectos de sonido: Kazutoshi Sato

### Deprive
En "Deprive", una invasión de soldados alienígenas robóticos ataca una ciudad y secuestra a varias personas, incluyendo una joven chica. Su compañero, un androide, es severamente dañado mientras intenta protegerla, viéndose obligado a presenciar, impotente, cómo se la llevan mientras él sujeta su medallón. 
Tiempo después, un muchacho con capacidades sobrehumanas intenta enfrentarse a un ejército de robots, cuando es capturado y torturado por el jefe alienígena, pero entonces se revela que él es el androide que cuidaba a la niña, que se ha sometido a una mejora para convertirse en un androide de combate con aspecto humano. Tras derrotar al jefe de los alienígenas, el androide rescata la chica y emprende la huida. Entonces la chica finalmente se despierta, y lo reconoce gracias al medallón que aún conserva.
Personal
- Director / Escenario / Diseño de personaje: Hidetoshi Ōmori
- Fondos: Kenji Matsumoto
- Efectos de sonido: Junichi Sasaki

### Presence
Presencia (プレゼンス?), uno de único dos segmentos que presentan diálogo inteligible, es la historia de un hombre quién tiene una obsesión con una chica robot que ha construido en secreto en un intento de compensar la carencia de cualquier relación cercana con su mujer y familia.
Cuando el robot desarrolla una personalidad propia, más allá lo que el hombre la había programado, este sufre un acceso de pánico destruyendo a su creación, abandonando su laboratorio secreto y su creación según el para siempre. Veinte años más tarde, el hombre tiene una visión de su robot que aparece ante él, pero entonces ocurre una explosión donde la robot es destruida, antes que pueda tomar su mano. Regresa a su antiguo laboratorio en la cabaña para encontrar sus restos en el mismo lugar donde años antes la había destruido. Pasan otros veinte años y la robot aparece otra vez ante el hombre. Ahora ella puede tomar su mano y pasean a la distancia juntos, antes de desaparecer delante de su impresionada mujer. 
Poco diálogos narrando los acontecimientos en primera persona.
Personal
- Director / Escenario / Diseño de personaje: Yasuomi Umetsu
- Asistencia de producción de la animación: Shinsuke Terasawa, Hideki Nimura
- Fondos: Hikaru Yamakawa
- Efectos de sonido: Kenji Mori

Reparto principal
| Personaje                                     | Japonés         | Español          |
| --------------------------------------------- | --------------- | ---------------- |
| Protagonista                                  | Kohji Moritsugu | Ricky Coello     |
| Chica                                         | Junko Terada    | Núria Mediavilla |
| Abuela                                        | Keiko Hanagata  |                  |
| Hija (después del matrimonio) / Pequeño Mecha | Kumiko Takizawa |                  |

### Starlight Angel
"Starlight Angel" es una historia bishōjo futurista sin diálogos que presenta a dos amigas adolescentes que pasan la tarde divirtiéndose en las atracciones de un Parque de atracciones con temática de robots. Una de las chicas revela a la otra que comenzado un noviazgo con un muchacho y se reunirá con él en el parque para que ella lo conozca; mientras se dirigen al lugar de encuentro chocan con un robot quien queda deslumbrado por la otra muchacha, quien pierde un relicario y el robot decide buscarla para devolvérselo.
Tras conocer al novio de su amiga descubre que es el muchacho con quien también ella mantenía una relación y quien le regaló el colgante que acaba de perder, por lo que huye con el corazón roto mientras su amiga molesta rompe con él. La muchacha accidentalmente entra a un juego de realidad virtual y se encuentra allí con el robot, paseando juntos y logrando que ella sonría, pero al ver nuevamente el colgante que él intenta devolverle, sus emociones negativas hacen que la simulación cree un monstruo del cual el robot debe rescatarla, al hacerlo descubre que en realidad es un muchacho disfrazado y que se ha ganado su corazón.
La historia acaba con la muchacha y su amiga nuevamente juntas fuera del parque que ya ha cerrado mientras esperan que el joven acabe su turno para regresar juntos.
El estilo visual de este segmento fue fuertemente influido por el vídeo musical "Take on Me" de grupo A-ha.
Personal
- Director / Escenario / Diseño de personaje: Hiroyuki Kitazume
- Fondos: Yui Shimazaki
- Efectos de sonido: Kenji Mori

### Nube
"Nube" presenta el viaje de un robot a través de tiempo, y la evolución de hombre. El backdrop está animado con nubes que describe varios acontecimientos del universo, como la modernización de hombre así como la autodestrucción de hombre. Finalmente el mismo ángel quién llora su inmortalidad lo hace humano. La animación está hecha en un scratchboard o estilo de aguafuerte.
Personal
- Director / Escenario / Diseño de personaje: Manabu Ōhashi (como "Mao Lamdo")
- Animación: Hatsune Ōhashi, Shiho Ōhashi
- Efectos de sonido: Suwara Pro

### Cuentos extraños deMeijiCultura de Máquina: Invasión del Extranjero
Meiji Karakuri Bunmei Kitan: Kōmōjin Shūrai no Maki? (明治からくり文明奇譚〜紅毛人襲来之巻〜 "Cuentos extraños de Meiji Cultura de Máquina: Westerner Invasión"?) 
Renombrado como "Un Cuento de Dos Robots, Capítulo 3: Invasión Extranjera" para Streamline. Ocurre en el siglo XIX, más precisamente a inicios de la Era Meiji, y presenta dos "robots gigantes" dirigidos por una tripulación humana. La historia comienza con la lucha de robots gigantes para tomar el control de Japón, pero es desafiado por unos lugareños que operan una "máquina hecha para un desfile"—un robot gigante japonés. El estilo de este segmento es una reminiscencia de la Segunda Guerra Mundial una película de propaganda. A pesar del título de este segmento, no hay ninguna precuela o secuela conocida. El occidental habla inglés en la versión original.
En este corto también trabajaron animadores del estudio Gainax, como Yoshiyuki Sadamoto y Mahiro Maeda. Su estilo es reconocible y guarda ciertas semejanzas con la que ese mismo año, 1987, sería su primera película, Royal Space Foce: The Wings of Honnêamise.
Personal
- Director / Escenario: Hiroyuki Kitakubo
- Diseño de personaje: Yoshiyuki Sadamoto
- Diseñador mecánico: Mahiro Maeda
- Asistencia de animación: Kazuaki Mōri, Yuji Moriyama, Kumiko Kawana
- Fondos: Hiroshi Sasaki
- Efectos de sonido: Junichi Sasaki

Reparto
| Personaje               | Japonés         | Español                                             |
| ----------------------- | --------------- | --------------------------------------------------- |
| Sankichi Komegata       | Kei Tomiyama    | Alberto Mieza como Kichi                            |
| Yayoi                   | Chisa Yokoyama  | Aurora Ferrándiz como Yaori                         |
| Fukusuke                | Katsue Miwa     | Jordi Pons como Toki                                |
| Denjirō                 | Kaneto Shiozawa | Mario Arpal                                         |
| Daimaru                 | Toku Nishio     | Antonio Gómez de Vicente como Gordo                 |
| John Jack Volkerson III | James R. Bowers | Pepe Mediavilla como Jonathan Jameson Volkerson III |

### Hombre pollo y Cuello Rojo
Niwatori Otoko to Akaikubi? (ニワトリ男と赤い首 Hombre de pollo y Cuello Rojo?), retitulada a "Pesadilla" por Streamline; se desarrolla una noche en la ciudad de Tokio. un gigantesco ser robótico quiere hacerse con el control de la ciudad y gobernarla para lo que despierta a un heraldo, el "Hombre Pollo". 
Éste tiene el poder de dar vida a las máquinas, creando así un ejército para su amo. El único humano que queda despierto es un asalariado borracho (Cuello Rojo, llamado así por una bufanda que lleva de ese color) que presencia las actividades del Hombre Pollo e intenta asustado huir de él a toda costa montado en una scooter. La persecución lleva a Cuello Rojo a evitar la invasión pues si algún humano está despierto al alba el plan del malvado Robot fallará. Cuando sale el sol sin haber podido atrapar a Cuello Rojo los robots desaparecen y todo vuelve a la normalidad, pero Cuello Rojo se despierta y descubre que las máquinas ahora están incrustadas en lo alto de un conjunto de rascacielos, mientras que los ciudadanos de Tokio hacen sus vidas muy abajo aparentemente ajenos a todo lo que ha ocurrido.
- Este segmento está inspirado en la "Noche en Bald segmento" de Montaña de Fantasía y fue también influido por la Leyenda de Sleepy y Las Aventuras de Ichabod y Señor Sapo.
- Estos representa el mito japonés que señala que las máquinas pueden crecer por conectar a otras máquinas, a toda costa fuera de los propósitos a los qué estuvieran diseñados ( Roujin Z).

Personal
- Director / Escenario / Diseño de personaje: Takashi Nakamura
- Fondos: Hiroshige Sawai
- Efectos de sonido: Jun'ichi Sasaki

### Final
Ending (エンディング Final?). Es el secuela del primer segmento, del prñ segmento del OVA), el Carnaval de Robot está parado por una duna en el desierto. Incapaz de subir la obstrucción arenosa, las parada de Carnaval en su base. Cuando el sol esta sobre la reliquia ambulante, flashback recuerdan la grandiosidad del Carnaval en la cumbre de su existencia, y de su gloria pasada en el viaje alegrando a tantas ciudades. En el atardecer, vemos la plataforma adelante con una explosión repentina. El empujón final prueba ser demasiado para el envejecido artefacto, y finalmente se desbaratan en múltiples piezas en el desierto. Los créditos son mostrados, concluyendo con un epílogo.
En el epílogo al final de los créditos, muchos años después, un hombre descubre un objeto entre los restos y lo trae a su familia. Es una caja de música presentando un robot de miniatura ballerina. Cuando baila, los niños aplauden. La ballerina acaba su baile con un salto al aire y explota, destruyendo la casa donde la familia había vivido, dejando en letras enormes "FIN" en su sitio como el superviviente único, la llama de mascota de la familia, lucha para recuperar y ponerse de pie.
Personal
- Escenario / Director / Guion gráfico: Katsuhiro Otomo
- Diseño de personaje / Animación clave: Atsuko Fukushima
- Fondos: Nizō Yamamoto
- Efectos de sonido: Kazutoshi Sato

## Lanzamiento
El OVA se lanzó en Japón en VHS y laserdisc el 21 de julio de 1987 a través de JVC. Carl Macek licencio el OVA y las distribuyó en teatros y en vídeo en América del Norte a finales de 1980.
Una Edición limitada en DVD para la Región 2 de Carnaval de Robot se lanzó en Japón a través de Diversión de Viga en noviembre de 2000. Una Región 1 DVD de Carnaval de Robot se lanzó en los Estados Unidos por Diskotek en 2015.

### Doblaje Inglés de Streamline
El guion para el doblaje de la versión en inglés de "Un Cuento de Dos Robots" es ligeramente diferente de la versión japonesa original e incluso añade unas cuantas líneas que no presentes en la versión original. Además, una referencia de al Japón del 1854 abierto al comercio extranjero destacando diálogo inglés del antagonista.
Algunas versiones del doblaje en inglés liberado por Streamline cambia el orden de los segmentos y modificó el "Ending" de Final por remover las imágenes estáticas del "Carnaval de Robot," colocando los dos segmentos animados luego a cada cual otro, y colocación todo de los créditos muy al final del OVA. Las imágenes estáticas del "Carnaval de Robot" fueron probablemente sacados por Streamline para eliminar todos los kanjis en la película. Carl Macek declaró que el cambio de orden en los segmentos se debió a consideraciones con respecto a la explotación teatral del OVA.
Los varios segmentos se recibieron por separado y entonces posteriormente reunidos. Para mantener la distribución real de la liberación teatral gestionable, los segmentos fueron arreglados para minimizar los cambios de otra manera habría requerido un esfuerzo adicional y por tanto habría añadido el coste de la distribución. La decisión fue tomada mutuamente por Streamline y APPP Con respecto a la secuencia de crédito y el uso de imágenes estáticas- la compañía que produjo el OVA, también estuvo de acuerdo en crear un nuevo ending con los créditos sin los kanjis para facilitar su distribución internacional..